# Министерство внутренних дел Республики Беларусь
Министерство внутренних дел Республики Беларусь (бел. Міністэрства ўнутраных спраў Рэспублікі Беларусь) — республиканский орган государственного управления, возглавляющий систему органов внутренних дел и внутренние войска Министерства внутренних дел, осуществляющий в пределах своих полномочий регулирование и управление в сфере борьбы с преступностью, охраны общественного порядка, обеспечения общественной безопасности и координацию деятельности в этой сфере других республиканских органов государственного управления.
Положение о Министерстве внутренних дел Республики Беларусь утверждено Указом Президента Республики Беларусь от 04.12.2007 № 611 «О некоторых вопросах Министерства внутренних дел и организаций, входящих в систему органов внутренних дел»

## Структура
Криминальная милиция
- Главное управление уголовного розыска
- Главное управление по борьбе с экономическими преступлениями
- Управление по наркоконтролю и противодействию торговле людьми

Милиция общественной безопасности
- Главное управление охраны правопорядка и профилактики
- Управление государственной автомобильной инспекции
- Управление оперативно-дежурной службы
- Главное управление кадров
- Главное управление идеологической работы
- Главное управление собственной безопасности
- Главное контрольно-ревизионное управление
- Главное управление по борьбе с организованной преступностью и коррупцией
- Штаб
- Управление международного сотрудничества
- Управление по защите государственных секретов
- Департамент обеспечения оперативно-розыскной деятельности
- Департамент по гражданству и миграции
- Департамент исполнения наказаний
- Департамент финансов и тыла

Главное управление командующего внутренними войсками
- Департамент охраны
- Национальное центральное бюро Интерпола в Беларуси
- Управление информации и общественных связей
- Управление по раскрытию преступлений в сфере высоких технологий
- Управление надзорно-исполнительной деятельности
- Учебные заведения
  - Академия МВД Республики Беларусь
  - Могилёвский институт МВД
  - Центр повышения квалификации руководящих работников и специалистов МВД
  - Факультет внутренних войск Военной академии
  - Специализированный лицей МВД Республики Беларусь
- Информационный центр

МВБ Беларуси имеет развитую структуру аппарата в областях. Имеются управления ВД во всех областях:
- УВД Брестского облисполкома[тарашк.]
- УВД Витебского облисполкома[тарашк.]
- УВД Гродненского облисполкома[тарашк.]
- УВД Гомельского облисполкома[тарашк.]
- УВД Могилёвского облисполкома[тарашк.]
- ГУВД Мингорисполкома[тарашк.]
- УВД Минского облисполкома[тарашк.]

- Эмблема Управления по наркоконтролю и противодействию торговле людьми

## Численность
В соответствии со статьёй 8 Закона Республики Беларусь «Об органах внутренних дел Республики Беларусь» штатная численность органов внутренних дел определяется Президентом Республики Беларусь.

## Руководство

### Министры
- генерал-полковник Егоров Владимир Демьянович (16 июля 1990 — 25 января 1994)[2][3]
- генерал-лейтенант Данько Владимир Антонович (22 февраля — 28 июля 1994)[4]
- генерал-майор Захаренко Юрий Николаевич (28 июля 1994 — 16 октября 1995)
- полковник Шейман Виктор Владимирович (и. о., октябрь — декабрь 1995)
- генерал-лейтенант Аголец Валентин Степанович (20 декабря 1995 — 8 февраля 1999)
- генерал-лейтенант Сиваков Юрий Леонидович (8 февраля 1999 — 21 апреля 2000)
- генерал-лейтенант Наумов Владимир Владимирович (25 сентября 2000 — 4 апреля 2009)
- генерал-лейтенант Кулешов Анатолий Нилович (2 июня 2009 — 11 мая 2012)
- генерал-лейтенант Шуневич Игорь Анатольевич (11 мая 2012 — 10 июня 2019)
- генерал-майор Караев Юрий Хаджимуратович (11 июня 2019 — 29 октября 2020)
- генерал-лейтенант Кубраков Иван Владимирович (29 октября 2020 — н. в.)

### Первые заместители министра
- генерал-майор Канцеров Фарид Масхутович (20 декабря 1995[5] — июль 1997)
- генерал-майор Кулешов Анатолий Нилович (5 декабря 2008 — 2 июня 2009)
- генерал-майор Шуневич Игорь Анатольевич (январь 2012 — 11 мая 2012)
- генерал-майор Иван Николаевич Подгурский (15 декабря 2016[6] — 30 января 2020)[7]
- полковник Геннадий Аркадьевич Казакевич (25 февраля 2020[8] — 19 ноября 2020)
- генерал-майор Юрий Геннадьевич Назаренко (с 19 ноября 2020 — по наст. время)

## Профессиональные праздники
- 4 марта — День милиции
- 18 марта  — День образования внутренних войск МВД
- 22 ноября — День образования отрядов милиции особого назначения
- 28 ноября — День образования подразделений по противодействию киберпреступности
- 5 декабря — День образования службы собственной безопасности органов внутренних дел
- 16 марта — День образования подразделений по борьбе с экономическими преступлениями ОВД

## Награды
- 13 сентября 2013 года президент Республики Беларусь Александр Лукашенко стал лауреатом Шнобелевской премии мира 2013 года. Премия ему была присуждена за «запрет аплодировать на публике». Вместе с ним премию разделила белорусская милиция за «арест за аплодисменты однорукого человека», произошедший 6 июля в Гродно[9][10].

## Нарушения прав человека
Имеются сообщения о различных нарушениях прав человека со стороны правоохранительных органов и систем страны, в том числе пытки задержанных и заключенных. Комитет против пыток управления ООН по правам человека выпустил уже 5 обзоров по Беларуси. Эксперты в частности подняли вопрос о создании независимой системы наблюдения за местами задержания, отметив, что текущая система не кажется эффективной против пыток и жестокого обращения в местах содержания, в том числе внутри полицейских участков..